# Lliga dels Pirineus d'handbol femenina
La Lliga dels Pirineus d'handbol femenina va ser una competició internacional d'handbol, disputada anualment a principis de la temporada, coorganitzada per la Federació Catalana d'Handbol i la Lliga del Llenguadoc Rosselló d'Handbol. Va començar-se a disputar l'any 2000 i hi van participar els dos millors clubs de cada federació, tot i que, en algunes edicions hi van participar quatre equips.
El dominador de la competició va ser el HB Cercle Nîmes amb cinc títols.

## Historial
| En negreta = Equip guanyador (1) = Nombre de títols Nota: Noms dels equips segons l'època. |

| Edició | Temp.   | Data       | Campió                    | Resultat | Subcampió              | Seu                              | refs        |
| ------ | ------- | ---------- | ------------------------- | -------- | ---------------------- | -------------------------------- | ----------- |
| I      | 2000-01 |            | HB Cercle Nîmes (1)       | 24-21    | Associació Lleidatana  | Pavelló Municipal, El Vendrell   |             |
| II     | 2001-02 |            | BM Montcada (1)           | 18-15    | HB Cercle Nîmes        | Nimes                            | [ 1 ]       |
| III    | 2002-03 |            | HB Cercle Nîmes (2)       | 21-15    | Handbol Arrahona       | Sabadell                         |             |
| IV     | 2003-04 |            | HB Cercle Nîmes (3)       | 21-15    | Associació Lleidatana  | Mende                            |             |
| V      | 2004-05 |            | Associació Lleidatana (1) | 27-22    | HB Cercle Nîmes        | Vilanova del Camí                | [ 2 ]       |
| VI     | 2005-06 | 04-09-2005 | HB Cercle Nîmes (4)       | 21-15    | Associació Lleidatana  | Toluges                          | [ 3 ]       |
| VII    | 2006-07 | 03-09-2006 | Associació Lleidatana (2) | 31-19    | Esportiu Castelldefels | Pavelló Andreu Aixalà, Alcarràs  | [ 1 ]       |
| VIII   | 2007-08 |            | HB Cercle Nîmes (5)       | 26-22    | Bouillargues Handball  | Bouillargues                     |             |
| IX     | 2008-09 | 07-09-2008 | Bouillargues Handball (5) | 26-19    | Associació Lleidatana  | Pavelló Municipal, El Vendrell   | [ 4 ]       |
| X      | 2009-10 | 06-09-2009 | CH Amposta (1)            | 26-19    | Bouillargues Handball  | Gimnàs Henri Ferrari, Frontinhan | [ 5 ] [ 6 ] |

## Palmarès
- 5  HB Cercle Nîmes (2000, 2002, 2003, 2005 i 2007)
- 2  Associació Lleidatana (2004 i 2006)
- 1  BM Montcada (2001)
- 1  Sun AL Bouillargues (2008)
- 1  Club Handbol Amposta (2009)